# DDX-TP
DDX-TP (Digital Data eXchange Telephone Packet) はNTTコミュニケーションズがかつて提供していたパケット通信サービス。正式名称は「第2種パケット交換サービス」。

## 概要
元々は1985年4月に当時のNTTがサービスを開始。NTTでは同種のサービスとして、旧電電公社時代の1980年5月より「DDX-P」（第1種パケット交換サービス）の名称でX.25規格ベースのパケット通信サービスを提供していたが、DDX-Pではサービスの利用に専用回線を引く必要があったのに対し、DDX-TPでは一般の固定電話回線からサービスを利用できるようになったのが大きな違いである。DDX-TPはDDX-Pとのパケット交換を行うためのサービスであり、DDX-TP間の直接の通信はできない（DDX-TP端末からDDX-TP端末への接続ができない）。通信速度は最高4800bps（ただし4800bpsではJUST-PC方式による半二重通信となるため、実効レートとしては約半分になる）。

### パソコン通信での利用
1985年の通信自由化によりいわゆるパソコン通信が盛んになったが、メジャーなパソコン通信ホストは東京に集中しており地方アクセスポイントも無く、（3分10円で通信できる）東京23区以外のユーザは高額な電話料金に悩まされていた。一部商用パソコン通信サービスは通信料金緩和策としてDDX-P対応を行ったが、後述するようにDDX-TPの料金は接続時間・距離に応じたものであるため、あまり大きな削減にはならなかった。その後大手パソコン通信サービスがVANを使用し全国にアクセスポイントを設置するようになると、個人でのパソコン通信用としてのDDX-TPの利用は減少していった。

### ホームトレード等での利用
当初はいわゆるホームトレードなどへの利用が想定されており、実際にファミリーコンピュータ（ファミコン）から株取引が行えるようにする「ファミコントレード」用にDDX-TP対応のモデムなども発売されていたが、通信速度が低速であったことに加え、通信自体も不安定でしばしば通信できなくなる状況が発生したことなどから、当時はほとんど普及に至らなかった。実際当時「ファミコントレード」の開発に関わった任天堂の関係者は「規格から大きく外れた信号が交換機から送られていたこともあった」と証言している。
1990年6月1日にISDNベースの「INS-P」サービス（DDX-P網とも相互通信が可能だった）がスタートすると、INS-Pの方が通信速度が速く利用料金にも大差がなかったことから、急速にINS-Pに取って代わられた。それでも1991年4月にはDDX-TPを利用してファミコンから中央競馬の在宅投票が行えるサービスがスタートするなど、1990年代にはある程度の利用があった。ファミコン用の通信アダプタだけに限っても、「ファミコントレード」用が約13万台、競馬の在宅投票用が約10万台弱という出荷実績が残っている。

### VENUS-Pとの接続
当時KDDが提供していた国際パケット通信網サービス「VENUS-P」（1982年4月1日サービス開始）とも接続しており、VENUS-P経由で海外との通信を行うことも可能だったが、DDX-TP経由でVENUS-Pを利用できるサービスは1998年に廃止された（その後VENUS-P自体も2006年3月31日でサービスを終了している）。

### 終焉
1999年のNTT分割時にNTTコミュニケーションズにサービスが継承された。2000年代後半にはほとんど利用されなくなっていたが、一部銀行のホームバンキングサービスなどではサービスの利用にDDX-TPの契約を必要とするものが残されていた。
最終的に2009年3月31日をもって新規申込み受付が終了。2010年3月31日にサービスが終了した。NTTコミュニケーションズでは、オンラインバンキングサービスなどを利用していて他のサービスへの移行が困難なユーザに限り、一定期間利用継続を認めるとしていたが、その継続サービスも2012年3月31日までに順次終了した。

## 料金
1985年（昭和60年）当時の料金。3分毎にかかる接続通信料に、（パケット）通信料（接続先との距離に応じて高額になる）が加算される、通信量のみならず時間・距離にも縛られる料金制度であった。
- 契約料 800円
- 接続通信料（3分毎）
  - 200bpsまたは300bps 20円
  - 1200bps 30円
- 通信料（1パケット（128オクテット）あたり）
  - ～100km 0.4円
  - ～500km 0.5円
  - 500kmを超える場合 0.6円